# Berislav Badurina
Berislav Badurina, hrvaški general, * 8. maj 1924, Sinj, † 3. december 2002, Zagreb.
Bil je dolgoletni vodja Kabineta predsednika SFRJ

## Življenjepis
Leta 1941 se je pridružil NOVJ in septembra 1942 še KPJ. Med vojno je bil politični komisar Splitskega odreda, 4. dalmacijske brigade,...
Po vojni je končal šolanje na Višji vojaški akademiji JLA in na Vojni šoli JLA. Zasedal je položaje političnega komisarja brigade, urednika časopisa Narodna armija, vojnega atašeja v Grčiji,...

## Odlikovanja
- Red zaslug za ljudstvo
- Red bratstva in enotnosti